# Combate (programa de televisión de Argentina)
Combate fue un programa de la televisión ecuatoriana Combate Ecuador[cita requerida] producido por la cadena televisiva RTS (canal de televisión), adaptado en Argentina y emitido por elnueve. En Argentina, se estrenó el 12 de mayo de 2014 en dicha emisora de televisión. Se emitía primeramente de lunes a viernes de 17:00 a 19:00 hasta la sexta generación. Luego para la séptima, pasó a los sábados y domingos de 16:00 a 20:00, para después pasar a transmitirse los mismos días pero por la noche, de 20:00 a 00:00, más tarde, en la novena generación, sumó otra emisión de lunes a viernes de 17:15 a 18:00 y finalmente, en la undécima generación volvió a su horario de los sábados y domingos de 16:00 a 20:00 (UTC -3). Era conducido por Laurita Fernández y Juan Ignacio Martínez. La última generación finalizó el 16 de diciembre de 2018.
Del programa salieron diversas personalidades, que luego se transformaron en figuras del espectáculo en diferentes disciplinas, como Nicolás Occhiato, Estefanía Berardi, Sol Pérez, Florencia Vigna, Micaela Viciconte, Locho Loccisano, entre otros tantos.

## Equipo
| Conductores                   | Rol                      | Duración  | Temporada |
| ----------------------------- | ------------------------ | --------- | --------- |
| Guillermo "Fierita" Catalano  | Conductor                | 2014-2016 | 1—6       |
| Thiago Batistuta              | Conductor                | 2014-2016 | 1—7       |
| Joaquín "Pollo" Álvarez       | Conductor                | 2016-2017 | 6—10      |
| Laurita Fernández             | Coreógrafa               | 2014      | 1—2       |
| Laurita Fernández             | Conductora               | 2016-2018 | 7—13      |
| Juan Ignacio "Juani" Martínez | Conductor                | 2017-2018 | 10—13     |
|                               |                          |           |           |
| Héctor "Tito" Speranza        | Entrenador               | 2014-2018 | 1—13      |
| Mariano Flax                  | Locutor / "El jefe"      | 2014-2018 | 1—13      |
| Florencia Ventura             | Cronista                 | 2014      | 1—2       |
| Carolina "La Turca" Duer      | Entrenadora              | 2014      | 1         |
| Mauricio Trech                | Mascota / "Eh Gato"      | 2014-2018 | 2—13      |
| Camila Salazar                | Cronista                 | 2015-2016 | 3—6       |
| Kate Rodríguez                | Coreógrafa               | 2015      | 3         |
| Antonela Campaniello          | Coreógrafa               | 2016-2018 | 7—13      |
| Esmeralda Ruffilli            | Preparadora de canto     | 2017-2018 | 11—13     |
| Paula Guía                    | Preparadora de actuación | 2018      | 12—13     |
| Estefanía Berardi             | Cronista                 | 2018      | 13        |

## Generaciones

### Primera generación (2014)
La primera temporada de Combate comenzó el 12 de mayo de 2014 con dos equipos, el rojo y el verde, cuyos competidores se enfrentan en cada emisión con el objetivo de sumar puntos para su equipo, que tenían 10 participantes cada uno y Eugenia Lemos como capitana del Equipo Rojo y Leandro Penna del Verde. 
Finalizó el 22 de agosto de 2014 convirtiéndose en el ganador el "Equipo Verde", conformado por: Nicolás «Congo» Hitchings, Micaela Viciconte, Maximiliano Ottaviani y Dalila Martinelli quienes se llevaron como gran premio final trescientos mil pesos argentinos ($300.000 pesos argentinos) a repartir entre cada participante. 
Además el público eligió como Campeona Absoluta a Micaela Viciconte quien se llevó un premio extra de cien mil pesos argentinos ($100.000 pesos argentinos).

#### Participantes
| Pos.    | Nombre | Nombre                  | Edad | Profesión                      | Equipo | Equipo | Equipo | Resultado               | Nom. |
| ------- | ------ | ----------------------- | ---- | ------------------------------ | ------ | ------ | ------ | ----------------------- | ---- |
| 1.ª     |        | Micaela Viciconte       | 25   | Guardavidas                    | Verde  | Verde  | Verde  | Campeona absoluta       | 0    |
| 2.º     |        | Maximiliano Ottaviani   | 30   | Ingeniero agrónomo             | Verde  | Verde  | Verde  | Campeón                 | 4    |
| 3.ª     |        | Dalila Martinelli       | 23   | Estudiante de derecho          | Verde  | Verde  | Verde  | Campeona                | 1    |
| 4.º     |        | Nicolás Congo Hitchings | 28   | Boxeador                       | Verde  | Verde  | Verde  | Campeón                 | 0    |
| 5.º-8.º |        | Bárbara Tornadore       | 24   | Empresaria                     | Verde  | Verde  | Rojo   | Subcampeona             | 6    |
| 5.º-8.º |        | Florencia Vigna         | 20   | Bailarina y acróbata           | Rojo   | Rojo   | Rojo   | Subcampeona             | 0    |
| 5.º-8.º |        | Julián Stravitz         | 19   | Coordinador infantil           | Verde  | Verde  | Rojo   | Subcampeón              | 4    |
| 5.º-8.º |        | Sergio Celli            | 18   | Estudiante mílitar y productor | Rojo   | Rojo   | Rojo   | Subcampeón              | 3    |
| 9.º     |        | Matías Ramallo          | 18   | Canillita                      | Rojo   | Rojo   | Rojo   | Semifinalista           | 6    |
| 10.ª    |        | Eugenia Lemos           | 28   | Ganadora de Soñando por bailar | Rojo   | Rojo   | Rojo   | 12.ª eliminada          | 2    |
| 11.º    |        | Leandro Penna           | 28   | Exbañero de El muro infernal   | Verde  | Verde  | Rojo   | 11.º eliminado          | 2    |
| 12.ª    |        | Ana Laura Scipioni      | 27   | Futbolista amateur             | Verde  | Rojo   | Verde  | 10.ª eliminada          | 2    |
| 13.ª    |        | Giuliana Maglietti      | 22   | Estudiante de ciencia política | Rojo   | Rojo   | Rojo   | 9.ª eliminada           | 9    |
| 14.º    |        | Nahuel Sánchez          | 21   | Guardavidas                    | Rojo   | Rojo   | Rojo   | 8.º eliminado           | 1    |
| 15.ª    |        | Nadya Hernández         | 23   | Modelo                         | Rojo   | Rojo   | Rojo   | 7.ª eliminada           | 3    |
| 16.º    |        | Víctor Rebecchini       | 29   | Fotógrafo                      | Rojo   | Rojo   | Rojo   | 6.º eliminado           | 2    |
| 17.º    |        | Federico Abuin          | 19   | Estudiante de educación física | Verde  | Verde  | Verde  | Expulsión disciplinaria | 1    |
| 18.º    |        | Eloy Rivera             | 19   | Tuitero                        | Verde  | Verde  | Verde  | 5.º eliminado           | 2    |
| 19.ª    |        | Carla Tolosa            | 19   | Estudiante de educación física | Verde  | Verde  | Verde  | 4.ª eliminada           | 1    |
| 20.ª    |        | Noelia Tamargo          | 29   | Bailarina                      | Rojo   | Rojo   | Rojo   | 3.ª eliminada           | 1    |
| 21.º    |        | Darío Domínguez         | 27   | Camionero y jugador de básquet | Rojo   | Rojo   | Rojo   | 2.º eliminado           | 1    |
| 22.ª    |        | Sol Pérez               | 20   | Estudiante de derecho          | Rojo   | Rojo   | Rojo   | 1.ª eliminada           | 1    |

### Segunda generación (2014)
La Segunda temporada de Combate comenzó el 25 de agosto de 2014, con los mismos equipos, compuestos cada uno de 10 participantes, y en esta ocasión dos capitanes en cada uno: Lucas Velasco y Delfina Gerez Bosco para el equipo verde y Leandro Penna y Claudia Ciardone para el equipo rojo. 
En esta temporada los equipos se disuelven cerca de la semifinales, jugando cada participante para sí mismo.
Finalizó el 19 de diciembre de 2014 convirtiéndose en el ganador Nicolás «Congo» Hitchings, quien además fue como Campeón Absoluto, llevándose un premio extra de cien mil pesos argentinos ($100.000 pesos argentinos).

#### Participantes
| Pos. | Nombre        | Nombre                  | Edad | Profesión                                               | Equipo | Equipo | Equipo | Fusión           | Resultado              | Nom. |
| ---- | ------------- | ----------------------- | ---- | ------------------------------------------------------- | ------ | ------ | ------ | ---------------- | ---------------------- | ---- |
| 1.º  |               | Nicolás Congo Hitchings | 28   | Boxeador                                                | Verde  | Verde  | Verde  | Unificación      | Doble campeón absoluto | 2    |
| 2.ª  |               | Florencia Vigna         | 20   | Bailarina y acróbata                                    | Verde  | Rojo   | Rojo   | Unificación      | Subcampeona            | 4    |
| 3.º  |               | Nicolás Occhiato        | 21   | Estudiante de derecho y de periodismo                   | Rojo   | Rojo   | Rojo   | Unificación      | 3.º lugar              | 8    |
| 3.º  | 6.º eliminado | Nicolás Occhiato        | 21   | Estudiante de derecho y de periodismo                   | Rojo   | Rojo   | Rojo   | Unificación      |                        | 8    |
| 4.º  |               | Sergio Celli            | 18   | Estudiante mílitar y productor                          | Verde  | Verde  | Rojo   | Unificación      | 4.º lugar              | 6    |
| 5.º  |               | Matías Ferrario         | 20   | Modelo                                                  | Rojo   | Rojo   | Rojo   | Unificación      | Semifinalista          | 3    |
| 6.ª  |               | Micaela Viciconte       | 25   | Guardavidas                                             | Verde  | Verde  | Verde  | Unificación      | Semifinalista          | 4    |
| 7.ª  |               | Paula Amoedo            | 28   | Entrenadora de Crossfit y profesora de Ritmos y baile   | Rojo   | Rojo   | Rojo   | Unificación      | 14.ª eliminada         | 1    |
| 8.º  |               | Darío Pandiani          | 22   | Coordinador de eventos, músico y rugbier                | Rojo   | Rojo   | Verde  |                  | 13.º eliminado         | 5    |
| 9.º  |               | Julián Stravitz         | 19   | Coordinador infantil                                    | Verde  | Verde  | Verde  | 12.º eliminado   | 4                      |      |
| 10.ª |               | Mayra Cigliutti         | 20   | Estudiante de medicina, bailarina y modelo publicitaria | Rojo   | Rojo   | Rojo   | 11.ª eliminada   | 5                      |      |
| 11.º |               | Matías Ramallo          | 18   | Canillita                                               | Verde  | Verde  | Verde  | 10.º eliminado   | 5                      |      |
| 12.ª |               | Leonela Ahumada         | 25   | Actriz                                                  | Rojo   | Rojo   | Rojo   | 9.ª eliminada    | 4                      |      |
| 13.ª |               | Ana Laura Scipioni      | 27   | Futbolista amateur                                      | Verde  | Verde  | Verde  | 8.ª eliminada    | 4                      |      |
| 14.º |               | Pablo Rodríguez         | 23   | Estudiante de educación física y jugador de básquet     | Rojo   | Rojo   | Rojo   | Abandono forzado | 0                      |      |
| 15.º |               | Darío Domínguez         | 27   | Camionero y jugador de básquet                          | Verde  | Verde  | Verde  | 7.º eliminado    | 3                      |      |
| 16.ª |               | Dalila Martinelli       | 23   | Estudiante de derecho                                   | Verde  | Verde  | Verde  | 5.ª eliminada    | 1                      |      |
| 17.ª |               | Carla Tolosa            | 19   | Estudiante de educación física                          | Verde  | Verde  | Verde  | 4.ª eliminada    | 1                      |      |
| 18.ª |               | Mariana Goulart         | 21   | Estudiante y Crossfitera                                | Rojo   | Rojo   | Rojo   | 3.ª eliminada    | 1                      |      |
| 19.ª |               | Mayra Pavón             | 24   | Estudiante de asistencia dental y patinadora            | Rojo   | Rojo   | Rojo   | 2.ª eliminada    | 2                      |      |
| 20.º |               | Alan Muszkat            | 21   | Actor e instructor de musculación                       | Rojo   | Rojo   | Rojo   | 1.º eliminado    | 1                      |      |

### Tercera generación (2015)
La tercera generación comenzó el 5 de enero de 2015, con los mismos equipos, compuestos cada uno de 10 participantes, y dos capitanes en cada uno: Lucas Velasco y Cinthia Fernández para el equipo verde y Cristian Urrizaga y Delfina Gerez Bosco para el equipo rojo. 
Finalizó el 24 de abril de 2015, convirtiéndose en el ganador el Equipo Rojo, conformado por Florencia Vigna, Sergio Celli y Franger Pardo quienes se llevaron como gran premio final ciento cincuenta mil pesos argentinos ($150.000 pesos argentinos) a repartir entre cada participante. 
Además el público eligió como Campeona Absoluta a Florencia Vigna quien se llevó un premio extra de ciento cincuenta mil pesos argentinos ($150.000 pesos argentinos).

### Cuarta generación (2015)
La cuarta generación comenzó el 4 de mayo de 2015, con los mismos equipos, compuestos cada uno de 10 participantes, y dos capitanes en cada uno: Ezequiel Cwircaluk y Laurita Fernández para el equipo verde y Cristian Urrizaga y Virginia Gallardo para el equipo rojo, además se introdujo como nuevo capitán del equipo verde a Federico Molinari tras la renuncia de Ezequiel Cwircaluk. 
Finalizó el 21 de agosto de 2015, convirtiéndose en el ganador el Equipo Verde, conformado por Florencia Vigna, Bruno Sainz Micheli y Gonzalo Gravano, quienes se llevaron como gran premio final ciento cincuenta mil pesos argentinos ($150.000 pesos argentinos) a repartir entre cada participante. 
Además el público eligió como Campeona Absoluta a Florencia Vigna quien se llevó un premio extra de ciento cincuenta mil pesos argentinos ($150.000 pesos argentinos).

### Quinta generación (2015)
La quinta generación comenzó el 31 de agosto de 2015, con los mismos equipos, compuestos cada uno de 11 participantes, y dos capitanes en cada uno: Federico Molinari y Laurita Fernández para el equipo verde y Cristian Urrizaga y Virginia Gallardo nuevamente para el equipo rojo, siendo la primera vez en la historia del programa que todos los capitanes continúan de una generación a otra.
Finalizó el 11 de diciembre de 2015, convirtiéndose en el ganador el Equipo Rojo, conformado por Florencia Vigna, Pablo Rodríguez y Mauro Blázquez, quienes se llevaron como gran premio final ciento cincuenta mil pesos argentinos ($150.000 pesos argentinos) a repartir entre cada participante. 
Pablo Rodríguez fue premiado como el participante más efectivo de la Generación. 
Además el público eligió como Campeona Absoluta a Florencia Vigna quien se llevó un premio extra de ciento cincuenta mil pesos argentinos ($150.000 pesos argentinos).

### Sexta generación (2016)
La sexta generación comenzó el 4 de enero de 2016, con los mismos equipos, compuestos cada uno de 11 participantes, y dos capitanes en cada uno: Federico Molinari y Evangelina Carrozzo para el equipo verde y Cristian Urrizaga y Virginia Gallardo nuevamente para el equipo rojo. 
Finalizó el 22 de abril de 2016, convirtiéndose en el ganador el Equipo Rojo, conformado por Bianca Dipasquale, Pablo Rodríguez y Gonzalo Gravano, quienes se llevaron como gran premio final ciento cincuenta mil pesos argentinos ($150.000 pesos argentinos) a repartir entre cada participante.
Además el público eligió como Campeón Absoluto a Pablo Rodríguez quien se llevó un premio extra de ciento cincuenta mil pesos argentinos ($150.000 pesos argentinos).

### Séptima generación: Combate Evolución (2016)
La séptima generación comenzó el 7 de mayo de 2016, con los mismos equipos, compuestos cada uno de 6 participantes, y una capitana en cada uno: Mica Viciconte para el equipo verde y Florencia Vigna para el equipo rojo.
Finalizó el 19 de diciembre de 2016, convirtiéndose en el ganador el Equipo Verde, conformado por Mica Viciconte, Bianca Dipasquale, Federico Molinari, Bruno Sainz Micheli, Ramiro Nayar, Florencia Moyano y Brenda Gómez quienes se llevaron como gran premio final ciento cincuenta mil pesos argentinos ($200.000 pesos argentinos) a repartir entre cada participante. Micaela Viciconte fue elegida como "Tu jugadora". 
Además el público eligió como Campeón Absoluto a Ramiro Nayar quien se llevó un premio extra de doscientos mil pesos argentinos ($200.000 pesos argentinos).
La temporada fue conducida por Thiago Batistuta, Joaquín "El Pollo" Álvarez y Laurita Fernández. Tito Speranza se mantuvo como entrenador y Mauricio Trech como la mascota; se introdujo a Antonella Campaniello como nueva coreógrafa.

### Octava generación (2017)
La octava generación comenzó el 7 de enero de 2017, con los mismos equipos, compuestos cada uno de 8 participantes.
Finalizó el 25 de marzo de 2017, convirtiéndose en el ganador el Equipo Verde, conformado por Mica Viciconte, Sofía Mirabelli e Ignacio Nayar quienes se llevaron los ($400.000 pesos argentinos) a repartir entre cada participante. 
Micaela Viciconte fue elegida como "Califícame" llevándose cincuenta mil pesos argentinos ($50.000 pesos argentinos) y como Campeona Absoluta quien se llevó un premio extra de doscientos mil pesos argentinos ($200.000 pesos argentinos).

### Novena generación (2017)
La novena generación comenzó el 1° de abril de 2017, con los mismos equipos, compuestos cada uno de 8 participantes, y un capitán o capitana que elige el público mes a mes. 
Finalizó el 1 de julio de 2017, convirtiéndose en el ganador el Equipo Verde, conformado por Mica Viciconte, Paula Amoedo, Brenda Gómez y Ramiro Nayar quienes se llevaron los ($100.000 pesos argentinos) a repartir entre cada participante. 
Además el público eligió como Campeona Absoluta a Micaela Viciconte quien se llevó un premio extra de cien mil pesos argentinos ($100.000 pesos argentinos).

### Décima generación (2017)
La décima generación comenzó el 2° de julio de 2017, con los mismos equipos, compuestos cada uno de 8 participantes, y un capitán o capitana que elige el público mes a mes. 
En esta temporada se introduce un tercer equipo llamado "La Selección" el cual está compuesto por 6 exparticipantes que fueron Damián Ávila, Mica Viciconte, Bianca Dipascuale, Pablo Rodríguez, Estefanía Berardi, Nicolás «Congo» Hitchings. 
Finalizó el 30 de septiembre de 2017, convirtiéndose en el ganador el Equipo Verde, conformado por Augusto García, Dalila Martinelli y Nahuel Pérez, quienes se llevaron los ($75.000 pesos argentinos) a repartir entre cada participante. 
Además el público eligió como Campeona Absoluta a Dalila Martinelli quien se llevó un premio extra de setenta y cinco mil pesos argentinos ($75.000 pesos argentinos).

### Undécima generación: Combate Revancha (2017-2018)
Combate Revancha comenzó el 1 de octubre de 2017, con los mismos equipos, compuestos cada uno de 9 participantes. Al finalizar cada mes 2 participantes ingresan o reingresan a la competencia. 
Finalizó el 31 de marzo de 2018, convirtiéndose en el ganador el Equipo Verde, conformado por Mica Viciconte, Mariana César y Nicolás «Congo» Hitchings, quienes se llevaron los ($300.000 pesos argentinos). Además el público eligió como se llevarían el premio los ganadores y le otorgó el título de Campeona Absoluta a Micaela Viciconte quien se llevó ciento cincuenta mil pesos argentinos ($150.000 pesos argentinos), el segundo puesto fue para Mariana César quien se llevó cien mil pesos argentinos ($100.000 pesos argentinos) y por último Nicolás «Congo» Hitchings quien se llevó cincuenta mil pesos argentinos ($50.000 pesos argentinos)

### Duodécima generación (2018)
La duodécima generación comenzó el 1 de abril de 2018, con los mismos equipos, compuestos cada uno de 10 participantes.
Finalizó el día 30 de junio de 2018, convirtiéndose en el ganador el Equipo Verde, conformado por Brenda Gómez, Damián Ávila, Mariana César y Nicolás «Congo» Hitchings, quienes se llevaron los ($200.000 pesos argentinos). Brenda Gómez se consagró campeona absoluta con el 38% de los votos del público llevándose $100.000 argentinos. Además, Mariana César se llevó $50.000, Nicolás $30.000 y Damián $20.000 argentinos.

### Décima tercera generación (2018)
La décima tercera generación comenzó el 1 de julio de 2018, con los mismos equipos, compuestos cada uno de 13 participantes.
Finalizó el día 16 de diciembre de 2018, convirtiéndose en el ganador el equipo rojo, conformado por Augusto García, Mariana César, Yoel Scaiola y Julieta Tronchin, quienes se llevaron (200.000 pesos argentinos) a repartir entre cada participante. Augusto García se consagró campeón absoluto con el 79% llevándose (150.000 pesos argentinos), quedando Mariana César en el segundo lugar, Julieta Tronchin en el tercero y Yoel Scaiola en el cuarto.

## Historial de generaciones
En Negrita el Campeón Absoluto. 
| Ganador(es) | Segundo lugar | Tercer lugar                                                                                              | Cuarto lugar     |              |  |  |  |  |  |  |  |  |  |  |  |  |  |  |  |  |  |  |  |  |  |  |  |  |  |  |  |  |  |  |  |  |  |  |  |  |  |  |  |  |  |  |  |  |  |  |  |  |  |  |  |  |  |
| 1G          | Micaela Viciconte (40%) Maximiliano Ottaviani Dalila Martinelli Nicolás Hitchings                                          | Florencia Vigna Bárbara Tornadore Julián Stravitz Sergio Celli                                            |                  |              |  |  |  |  |  |  |  |  |  |  |  |  |  |  |  |  |  |  |  |  |  |  |  |  |  |  |  |  |  |  |  |  |  |  |  |  |  |  |  |  |  |  |  |  |  |  |  |  |  |  |  |  |  |
| 2G          | Nicolás Hitchings (53%) | Florencia Vigna                                                                                           | Nicolás Occhiato | Sergio Celli |  |  |  |  |  |  |  |  |  |  |  |  |  |  |  |  |  |  |  |  |  |  |  |  |  |  |  |  |  |  |  |  |  |  |  |  |  |  |  |  |  |  |  |  |  |  |  |  |  |  |  |  |  |
| 3G          | Florencia Vigna (40%) Sergio Celli Franger Pardo                                                                           | Ana Laura Scipioni Matías Ferrario Pablo Rodríguez                                                        |                  |              |  |  |  |  |  |  |  |  |  |  |  |  |  |  |  |  |  |  |  |  |  |  |  |  |  |  |  |  |  |  |  |  |  |  |  |  |  |  |  |  |  |  |  |  |  |  |  |  |  |  |  |  |  |
| 4G          | Florencia Vigna (46%) Gonzalo Gravano (43%) Bruno Sainz Micheli (11%)                                                      | Pablo Rodríguez Paula Amoedo Ramiro Nayar                                                                 |                  |              |  |  |  |  |  |  |  |  |  |  |  |  |  |  |  |  |  |  |  |  |  |  |  |  |  |  |  |  |  |  |  |  |  |  |  |  |  |  |  |  |  |  |  |  |  |  |  |  |  |  |  |  |  |
| 5G          | Florencia Vigna (53%) Pablo Rodríguez Mauro Blázquez                                                                       | Bruno Sainz Micheli Ignacio Nayar Micaela Viciconte                                                       |                  |              |  |  |  |  |  |  |  |  |  |  |  |  |  |  |  |  |  |  |  |  |  |  |  |  |  |  |  |  |  |  |  |  |  |  |  |  |  |  |  |  |  |  |  |  |  |  |  |  |  |  |  |  |  |
| 6G          | Pablo Rodríguez (59,9%) Bianca Dipascuale Gonzalo Gravano                                                                  | Bruno Sainz Micheli Mauro Blázquez Micaela Viciconte                                                      |                  |              |  |  |  |  |  |  |  |  |  |  |  |  |  |  |  |  |  |  |  |  |  |  |  |  |  |  |  |  |  |  |  |  |  |  |  |  |  |  |  |  |  |  |  |  |  |  |  |  |  |  |  |  |  |
| 7G          | Ramiro Nayar (39%) Federico Molinari Micaela Viciconte Bianca Dipascuale Brenda Gómez Bruno Sainz Micheli Florencia Moyano | Florencia Vigna Pablo Rodríguez Gonzalo Gravano Ignacio Nayar Martín Landeira Paula Amoedo Valeria Aranda |                  |              |  |  |  |  |  |  |  |  |  |  |  |  |  |  |  |  |  |  |  |  |  |  |  |  |  |  |  |  |  |  |  |  |  |  |  |  |  |  |  |  |  |  |  |  |  |  |  |  |  |  |  |  |  |
| 8G          | Micaela Viciconte (66%) Ignacio Nayar Sofía Mirabelli                                                                      | Brenda Gómez Paula Amoedo Ramiro Nayar                                                                    |                  |              |  |  |  |  |  |  |  |  |  |  |  |  |  |  |  |  |  |  |  |  |  |  |  |  |  |  |  |  |  |  |  |  |  |  |  |  |  |  |  |  |  |  |  |  |  |  |  |  |  |  |  |  |  |
| 9G          | Micaela Viciconte (41%) Brenda Gómez Paula Amoedo Ramiro Nayar                                                             | Florencia Moyano Ignacio Nayar Macarena Lemos Pablo Rodríguez                                             |                  |              |  |  |  |  |  |  |  |  |  |  |  |  |  |  |  |  |  |  |  |  |  |  |  |  |  |  |  |  |  |  |  |  |  |  |  |  |  |  |  |  |  |  |  |  |  |  |  |  |  |  |  |  |  |
| 10G         | Dalila Martinelli (45,72%) Augusto García Nahuel Pérez                                                                     | Florencia Nigro Juan Mateo Halle Ludmila Francos                                                          |                  |              |  |  |  |  |  |  |  |  |  |  |  |  |  |  |  |  |  |  |  |  |  |  |  |  |  |  |  |  |  |  |  |  |  |  |  |  |  |  |  |  |  |  |  |  |  |  |  |  |  |  |  |  |  |
| 11G         | Micaela Viciconte (62%) Mariana César (32%) Nicolás Hitchings (6%)                                                         | Augusto García Brenda Gómez Juan Mateo Halle                                                              |                  |              |  |  |  |  |  |  |  |  |  |  |  |  |  |  |  |  |  |  |  |  |  |  |  |  |  |  |  |  |  |  |  |  |  |  |  |  |  |  |  |  |  |  |  |  |  |  |  |  |  |  |  |  |  |
| 12G         | Brenda Gómez (38,27%) Mariana César (36,47%) Nicolás Hitchings (16,93%) Damián Ávila (8,32%)                               | Jacqueline Grisolia Julieta Tronchin Ignacio Díaz Sebastián Eguino                                        |                  |              |  |  |  |  |  |  |  |  |  |  |  |  |  |  |  |  |  |  |  |  |  |  |  |  |  |  |  |  |  |  |  |  |  |  |  |  |  |  |  |  |  |  |  |  |  |  |  |  |  |  |  |  |  |
| 13G         | Augusto García (79,09%) Mariana César (9,16%) Julieta Tronchin (5,97%) Yoel Scaiola (5,78%)                                | Damián Ávila Azul Granton Lucas Loccisano Lourdes Puppi                                                   |                  |              |  |  |  |  |  |  |  |  |  |  |  |  |  |  |  |  |  |  |  |  |  |  |  |  |  |  |  |  |  |  |  |  |  |  |  |  |  |  |  |  |  |  |  |  |  |  |  |  |  |  |  |  |  |

## Representación Internacional
| Micaela Viciconte       | Combate Perú (temporada 12)    | 2016                  | 10 dias               | Refuerzo                |                       |                       |                       |                       |                       |                       |                       |                       |                       |                       |                       |                       |                       |                       |                       |                       |                       |                       |                       |                       |                       |                       |                       |                       |                       |                       |                       |                       |                       |                       |                       |                       |                       |                       |                       |                       |                       |                       |                       |                       |                       |                       |                       |                       |                       |                       |                       |                       |                       |                       |                       |                       |
| Mauro "Pitu" Blazquez   | Combate Perú (temporada 12)    | 2016                  | dias                  | Refuerzo                |                       |                       |                       |                       |                       |                       |                       |                       |                       |                       |                       |                       |                       |                       |                       |                       |                       |                       |                       |                       |                       |                       |                       |                       |                       |                       |                       |                       |                       |                       |                       |                       |                       |                       |                       |                       |                       |                       |                       |                       |                       |                       |                       |                       |                       |                       |                       |                       |                       |                       |                       |                       |
| Bianca DiPasquale       | Combate Ecuador (temporada 7)  | 2017                  | 34 dias               | Refuerzo                |                       |                       |                       |                       |                       |                       |                       |                       |                       |                       |                       |                       |                       |                       |                       |                       |                       |                       |                       |                       |                       |                       |                       |                       |                       |                       |                       |                       |                       |                       |                       |                       |                       |                       |                       |                       |                       |                       |                       |                       |                       |                       |                       |                       |                       |                       |                       |                       |                       |                       |                       |                       |
| Pablo "Paio" Rodriguez  | Combate Ecuador (temporada 7)  | 2017                  | 15 dias               | Intercambio             |                       |                       |                       |                       |                       |                       |                       |                       |                       |                       |                       |                       |                       |                       |                       |                       |                       |                       |                       |                       |                       |                       |                       |                       |                       |                       |                       |                       |                       |                       |                       |                       |                       |                       |                       |                       |                       |                       |                       |                       |                       |                       |                       |                       |                       |                       |                       |                       |                       |                       |                       |                       |
| Ludmila "Luli" Francos  | Combate Ecuador (temporada 8)  | 2018                  | 106 dias              | Abandona                |                       |                       |                       |                       |                       |                       |                       |                       |                       |                       |                       |                       |                       |                       |                       |                       |                       |                       |                       |                       |                       |                       |                       |                       |                       |                       |                       |                       |                       |                       |                       |                       |                       |                       |                       |                       |                       |                       |                       |                       |                       |                       |                       |                       |                       |                       |                       |                       |                       |                       |                       |                       |
| Juan Mateo "Coco" Halle | Combate Ecuador (temporada 8)  | 2018                  | 69 dias               | 21.° eliminado          |                       |                       |                       |                       |                       |                       |                       |                       |                       |                       |                       |                       |                       |                       |                       |                       |                       |                       |                       |                       |                       |                       |                       |                       |                       |                       |                       |                       |                       |                       |                       |                       |                       |                       |                       |                       |                       |                       |                       |                       |                       |                       |                       |                       |                       |                       |                       |                       |                       |                       |                       |                       |
| Azul Granton            | Combate Guatemala (temporada ) | Sin información clara | Sin información clara | Sin información clara   | Sin información clara | Sin información clara | Sin información clara | Sin información clara | Sin información clara | Sin información clara | Sin información clara | Sin información clara | Sin información clara | Sin información clara | Sin información clara | Sin información clara | Sin información clara | Sin información clara | Sin información clara | Sin información clara | Sin información clara | Sin información clara | Sin información clara | Sin información clara | Sin información clara | Sin información clara | Sin información clara | Sin información clara | Sin información clara | Sin información clara | Sin información clara | Sin información clara | Sin información clara | Sin información clara | Sin información clara | Sin información clara | Sin información clara | Sin información clara | Sin información clara | Sin información clara | Sin información clara | Sin información clara | Sin información clara | Sin información clara | Sin información clara | Sin información clara | Sin información clara | Sin información clara | Sin información clara | Sin información clara | Sin información clara | Sin información clara | Sin información clara | Sin información clara | Sin información clara | Sin información clara |
| Cyntia Cofano           | Combate Guatemala (temporada ) | 2020/21               | 61 dias               | Expulsión disciplinaria |                       |                       |                       |                       |                       |                       |                       |                       |                       |                       |                       |                       |                       |                       |                       |                       |                       |                       |                       |                       |                       |                       |                       |                       |                       |                       |                       |                       |                       |                       |                       |                       |                       |                       |                       |                       |                       |                       |                       |                       |                       |                       |                       |                       |                       |                       |                       |                       |                       |                       |                       |                       |
| Julieta Tronchin        | Combate Ecuador (temporada 9)  | 2024                  | 59 días               | Campeona                |                       |                       |                       |                       |                       |                       |                       |                       |                       |                       |                       |                       |                       |                       |                       |                       |                       |                       |                       |                       |                       |                       |                       |                       |                       |                       |                       |                       |                       |                       |                       |                       |                       |                       |                       |                       |                       |                       |                       |                       |                       |                       |                       |                       |                       |                       |                       |                       |                       |                       |                       |                       |

## Premios
| Premio                             | Categoría                   | Resultado |
| ---------------------------------- | --------------------------- | --------- |
| Premios Martín Fierro 2015         | Entretenimiento             | Nominado  |
| Kids' Choice Awards Argentina 2015 | Reality o concurso favorito | Ganador   |
| Kids' Choice Awards Argentina 2016 | Reality o Concurso          | Nominado  |
| Premios Tato 2016                  | Reality/DocuReality         | Nominado  |
| Kids' Choice Awards Argentina 2017 | Reality o Concurso Favorito | Ganador   |
| Premios Tato 2017                  | Mejor Reality               | Nominado  |
| Premios Martín Fierro 2017         | Entretenimiento             | Nominado  |
| Premios Martín Fierro 2018         | Entretenimiento             | Nominado  |